# HyperSoar
HyperSoar (Soar hat im englischen die Doppelbedeutung von hoch emporsteigen und segeln/gleiten) ist die Bezeichnung für das Konzept eines Aufklärungs- und Kampfflugzeugs mit hypersonischer Geschwindigkeit, das von den USA aus ohne Luftbetankung jeden Punkt auf der Erde erreichen kann, und dies in einer Höhe und mit einer Geschwindigkeit, die eine gegnerische Abwehr praktisch unmöglich machen soll. Das Flugzeug soll mit etwa zehnfacher Schallgeschwindigkeit fliegen und bei gleichem Startgewicht, verglichen mit einem konventionellen Flugzeug die doppelte Nutzlast transportieren können.
Das Konzept wurde vom Lawrence Livermore National Laboratory Ende der 1990er Jahre entwickelt. Das Projekt stand lange unter der Federführung des Ingenieurs Preston Carter. Der derzeitige Stand des Projekts ist nicht bekannt, ebenso wie die Aussicht auf die Umsetzung des Konzepts in ein konkretes Flugzeug, die wohl höchst ungewiss ist.

## Konzept
Das Hauptelement des Hypersoar-Konzepts ist die „hüpfende“ oder sprungartige Bewegung des Flugkörpers entlang dem äußeren Rand der Atmosphäre. Der Steigflug würde zuerst auf etwa 40 km (130.000 Fuß) gehen, gefolgt von einem antriebslosen (ballistischen) Gleitflug auf etwa 60 km Höhe und dann zurück in die dichtere Atmosphäre, wo die sauerstoffverbrauchenden Triebwerke wieder gezündet werden und ein neuer Steigflug beginnt. Dieser Ablauf wird solange wiederholt, bis das Bestimmungsziel erreicht ist. Eine Mission vom Mittleren Westen der USA nach Ostasien würde ungefähr 25 solcher „Hüpfer“ erfordern und etwa 1 ½ Stunden dauern. Da der Aufstiegs- und Abstiegswinkel dabei jeweils nur 5° betragen soll, würde die Besatzung eine Beschleunigung von höchstens 1,5 g erfahren.
Das Hauptproblem der bisher in die Untersuchungen einbezogenen Studien für hypersonische Flugzeuge war die Hitzeentwicklung. Beim Hypersoar-Konzept würde sich die Aufheizung stark verringern, da ein Flugzeug einen Großteil seines Flugs außerhalb der Atmosphäre absolvieren würde und dort zum Teil durch den Aufenthalt im „kalten“ Bereich auch wieder Wärme abstrahlen würde.
Ein weiterer großer Vorteil des Konzepts ist die Verwendung von luftatmenden Triebwerken, während bisherige Entwürfe in der Regel die Verwendung von Raketen-Boostern als Beschleunigungstriebwerke und Scramjets als Marschantrieb vorsahen. Die Hypersoar-Scramjets würden nur zur Beschleunigung, aber nicht als Marschtriebwerke eingesetzt werden.